# Konstantin Nikolajewitsch Wolkow
Konstantin Nikolajewitsch Wolkow (russisch Константин Николаевич Волков; * 7. Februar 1985 in Leningrad, Russische SFSR) ist ein russischer Eishockeyspieler, der zuletzt bei Awtomobilist Jekaterinburg in der Kontinentalen Hockey-Liga unter Vertrag stand.

## Karriere
Konstantin Wolkow begann seine Karriere als Eishockeyspieler in der Nachwuchsabteilung des HK Dynamo Moskau, für dessen zweite Mannschaft er von 2001 bis 2003 in der drittklassigen Perwaja Liga aktiv war. Anschließend wurde der Flügelspieler im NHL Entry Draft 2003 in der vierten Runde als insgesamt 125. Spieler von den Toronto Maple Leafs ausgewählt, für die er allerdings nie spielte und stattdessen in der Saison 2003/04 sein Debüt im professionellen Eishockey gab, als er für den THK Twer und ZSK WWS Samara in der Wysschaja Liga, der zweiten russischen Spielklasse, auf dem Eis stand. Zudem lief er in derselben Spielzeit für die zweite Mannschaft des HK Lada Toljatti in der Perwaja Liga auf, für dessen Profimannschaft er in der Saison 2004/05 in der Superliga stürmte.
Im Sommer 2005 unterschrieb Wolkow einen Vertrag bei Witjas Tschechow, für das er in den folgenden zweieinhalb Jahren in der Superliga aktiv war. Daraufhin spielte er eineinhalb Spielzeiten lang für die Zweitligisten HK Dmitrow und HK Rys Podolsk. Zur Saison 2009/10 wurde der Russe von seinem mittlerweile umgesiedelten Ex-Klub HK MWD Balaschicha aus der ein Jahr zuvor gegründeten Kontinentalen Hockey-Liga verpflichtet. Mit diesem unterlag er Ak Bars Kasan erst im Finale der Playoffs um den Gagarin Cup. Nach der Spielzeit wurde der HK MWD mit dem HK Dynamo Moskau fusioniert und der Linksschütze erhielt einen Vertrag für die Saison 2010/11 bei deren Nachfolgeteam OHK Dynamo.

## Erfolge und Auszeichnungen
- 2010 Russischer Vizemeister mit dem HK MWD Balaschicha
- 2012 Gagarin-Pokal-Gewinn mit dem OHK Dynamo
- 2013 Gagarin-Pokal-Gewinn mit dem HK Dynamo Moskau

## Statistik
(Stand: Ende der Saison 2010/11)